# Antoon Coolen
Antonius Franciscus „Antoon“ Coolen (* 17. April 1897 in Wijlre (bei Heerlen); †  9. November 1961 in Waalre (bei Eindhoven)) war ein niederländischer Schriftsteller und Journalist.

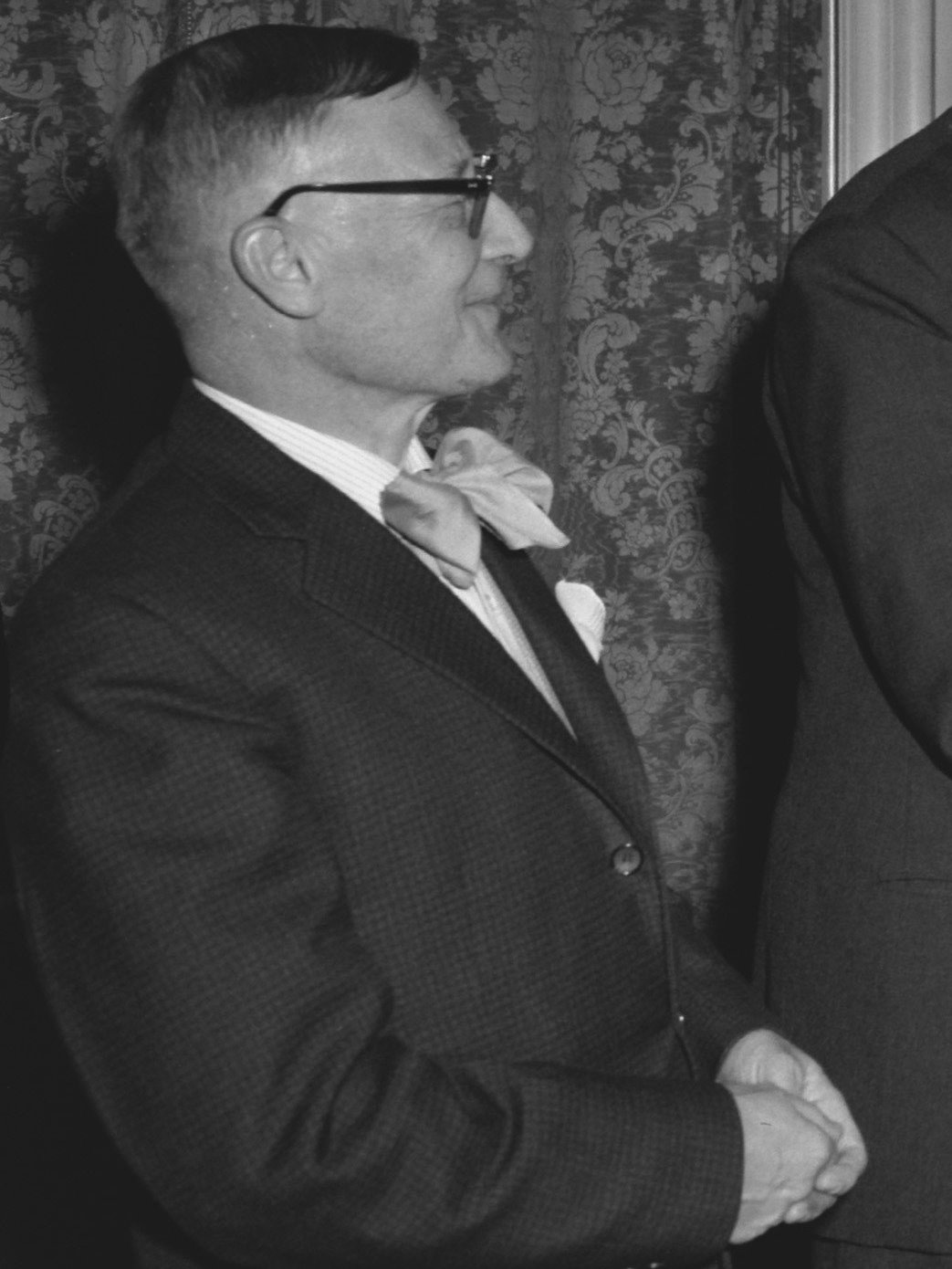
Antoon Coolen (1959)

## Leben
Nach dem Besuch des Gymnasiums wurde Coolen Journalist und arbeitete in Eindhoven, Maastricht und Utrecht. 1920 wurde er Redakteur der Hilversumer Gooische Post. In den 1930er Jahren widmete er sich verstärkt der Literatur. Während des Zweiten Weltkrieges verweigerte er die Annahme des Rembrandt-Preises der damaligen Hansischen Universität und trat nicht der Reichskulturkammer bei, sodass er nicht mehr veröffentlichen durfte und gegen Kriegsende untertauchte.
Coolen war verheiratet und hatte vier Söhne, die er nach seinen Vorbildern benannt hatte. Er starb im November 1961 an einem Herzinfarkt, nachdem er im Vormonat den Sturz aus einem fahrenden Zug überlebt hatte. Die Ursachen dieses Sturzes wurden nicht geklärt.
Coolen galt als Autor des Peel, da viele seiner Romane in dieser Region im Grenzgebiet der südniederländischen Provinzen Noord-Brabant und Limburg spielten. Einige seiner Bücher wurden verfilmt, etliche in andere Sprachen übersetzt. Der Journalist Günther Steffen nannte Coolen 1952 in der Zeit einen „Romanschriftsteller von Rang“. Ein Denkmal, angefertigt vom Bildhauer Fons Bemelmans, befindet sich seit 1997 in der Nähe von Coolens Geburtshaus in Wijlre.

## Werke

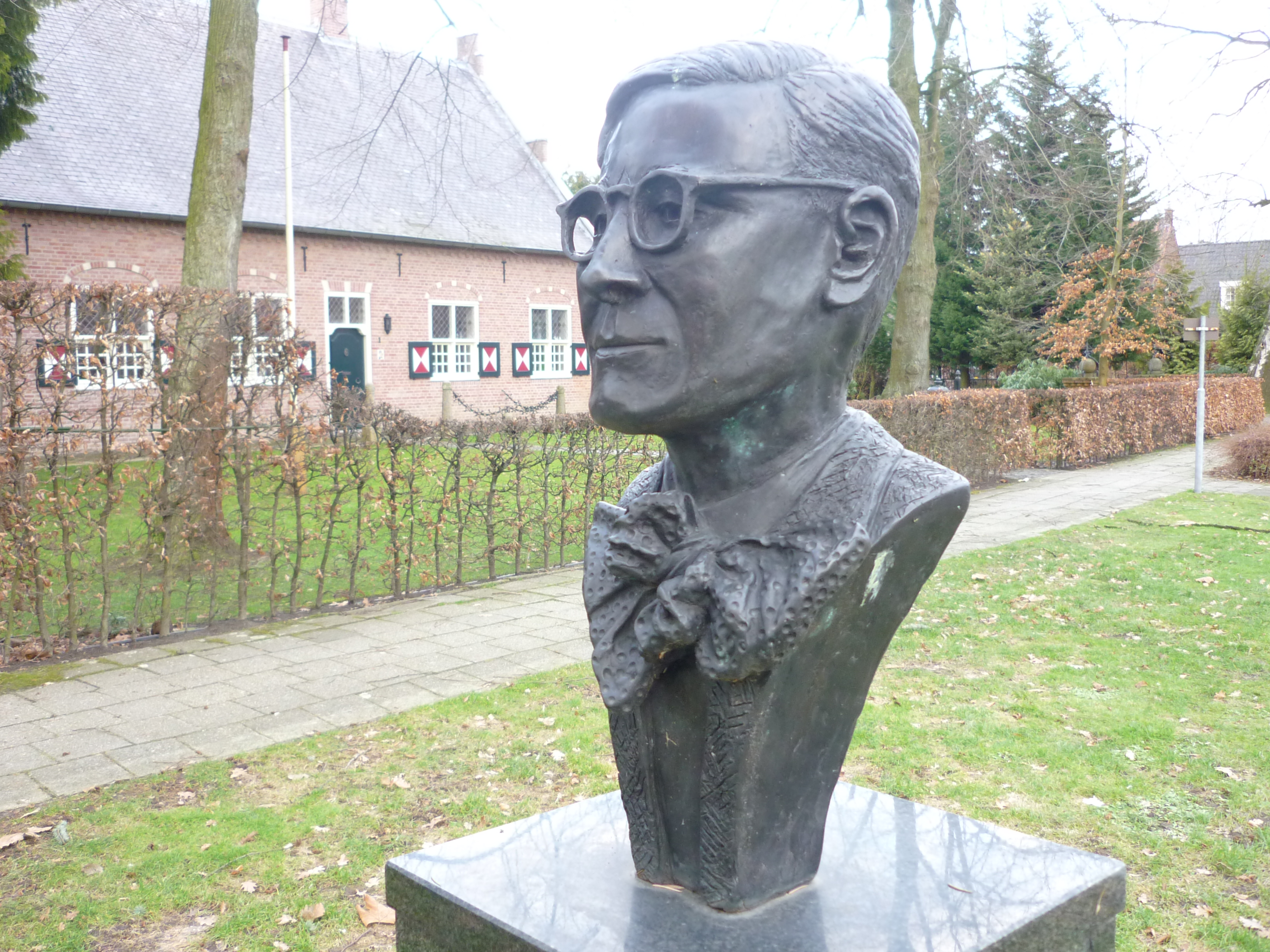
Büste Antoon Coolens

- Brabanter Volk. Insel Verlag, Leipzig 1933 (Originaltitel: Kinderen van ons volk, Übersetzung von Elisabeth und Felix Augustin).
- Das Dorf am Fluß. Insel, Leipzig 1936 (Originaltitel: Dorp aan de rivier, Übersetzung von Hermann W. Michaelsen).
- Jan, der Schuhflicker aus Brabant und sein Wiener Kind. Leo & Co., Wien / Amsterdam / Leipzig 1936 (Originaltitel: Jantje den Schoenlapper en zijn Weensch kiendje, Übersetzung von Kurt Lenzberg).
- Die drei Brüder. Insel-Verlag, Leipzig 1937 (Originaltitel: De drie gebroeders, Übersetzung von Bruno Loets).
- Das Wirtshaus zur Zwietracht. Insel, Leipzig 1940 (Originaltitel: Herberg in ’t Misverstand, Übersetzung von Bruno Loets).
- Die Frau mit den sechs Wächtern. Greven, Köln 1955 (Originaltitel: De vrouw met de zes slapers, Übersetzung von Walter Hjalmar Kotas).

## Auszeichnung
- 1930: C.W. van der Hoogtprijs für Het donkere licht

## Verfilmungen (Auswahl)
- 1958: Das Dorf am Fluß (Dorp aan de rivier)